# Place des Alpes
La place des Alpes est une voie située dans le 13e arrondissement de Paris.

## Situation et accès
La place des Alpes estsituée au croisement du boulevard Vincent-Auriol et des rues Godefroy et Fagon, et de l'avenue Stéphen-Pichon, tout près de la place d'Italie.
La place est desservie par la ligne 6 entre les stations Nationale et Place d'Italie.

## Origine du nom
Le nom de la place évoque les Alpes, chaîne de montagne s'étendant en partie sur le territoire français.

## Historique
La place correspond à l'espace jamais bâti compris entre le coin sud des abattoirs de Villejuif et le mur des Fermiers généraux.

## Bâtiments remarquables et lieux de mémoire
- Le siège de la société Ponticelli Frères fondée en 1921 par Lazare Ponticelli et ses frères.